# Revolutionary Vol. 1
Revolutionary Vol. 1 је деби албум америчког репера Immortal Technique, издат три дана после напада 11. септембра (који је поново  издат три године касније). Прва верзија није имала дистрибуцију као ни бар-код, друга је произведена са бар-кодом и издата је за издавачку кућу Вајпер рекордс. Издавачка кућа је дистрибуирала другу верзију широм света која је продата у преко 45.000 копија.
Албум је познат по песми "Dance With the Devil" која говори о младићу по имену Вилијам Џејкобс. Вилијам жели да се придружи банди и  да би доказао колико је зао добија задатак да силује жену. Након што је завршио свој задатак не знајући идентитет жене, открива да је она његова мајка, након чега извршава самоубиство.
Албум, такође, садржи и песму "No Me Importa" (Није ме Брига), која је званично прва његова песма на шпанском.

## Списак песама
| Редни број | Назив                            | Продуцент(и)       | Извођач(и)                                 |
| ---------- | -------------------------------- | ------------------ | ------------------------------------------ |
| 1.         | "Creation & Destruction"         | Marley Marl        | Immortal Technique                         |
| 2.         | "Dominant Species"               | Rheturik           | Immortal Technique                         |
| 3.         | "Positive Balance"               | 44 Caliber         | Immortal Technique, Big Zoo                |
| 4.         | "The Getaway"                    | SouthPaw, Akir     | Immortal Technique                         |
| 5.         | "Beef & Broccoli"                | Jean Grae          | Immortal Technique                         |
| 6.         | "No Me Importa"                  | 44 Caliber         | Immortal Technique                         |
| 7.         | "Top of the Food Chain" (remix)  | Stelf Index        | Immortal Technique, Poison Pen             |
| 8.         | "The Poverty of Philosophy"      | SouthPaw           | Immortal Technique                         |
| 9.         | "Revolutionary"                  | Jean Grae          | Immortal Technique                         |
| 10.        | "Spend Some Time" (remix)        | G. Bennet          | Immortal Technique                         |
| 11.        | "Dance with the Devil"           | 44 Caliber         | Immortal Technique, Diabolic               |
| 12.        | "The Prophecy"                   | 44 Caliber         | Immortal Technique                         |
| 13.        | "Understand Why"                 | A. Cohen           | Immortal Technique                         |
| 14.        | "No Mercy"                       | 44 Caliber         | Immortal Technique                         |
| 15.        | "The Illest"                     | 44 Caliber         | Immortal Technique, Jean Grae, Pumpkinhead |
| 16.        | "Speak Your Mind" (Hidden Track) | Immortal Technique | Immortal Technique, Diabolic               |
| 17.        | Caught in a Hustle (Bonus Track) | /                  | Immortal Technique                         |